# NBCUniversal
NBCUniversal Media - également appelé Comcast NBCUniversal - est un conglomérat de médias américain filiale de Comcast.
Initialement créé en mai 2004, NBCUniversal est le regroupement des activités de Vivendi Universal Entertainment au sein du groupe NBC. Les 20 % détenus par Vivendi ont été cédés en deux temps à General Electric, fin 2010 et en janvier 2011. GE a ensuite revendu 51 % de NBCUniversal au câblo-opérateur américain, Comcast, qui y intègre ses propres chaines de télévision. En février 2013, General Electric revend pour 18 milliards de dollars ses 49 % à Comcast.

## Activités du groupe

### Télévision
Regroupé sous le nom NBCUniversal Television Group
- NBC Universal Television Stations : ensemble de 14 stations affiliées au NBC Television Network et de 15 stations affiliées à Telemundo
- NBC Television Network : réseau de télévision hertzienne américain NBC dont les programmes sont diffusées par 200 stations affiliées
  - Mun 2 Television
- E! : chaine de télévision américaine
- Universal Television Group
  - USA Network
  - Syfy
  - Trio
- NBC Entertainment : production de séries télévisées et d'émissions de flux
- NBC Universal Television
- NBC Universal Television Distribution
  - NBC Enterprises : commercialisation des programmes du groupe aux États-Unis d'Amérique et à l'international, production de programmes de flux pour la syndication
  - Universal Television Distribution
- Universal Production Studios
  - Peacock Productions
- NBCUniversal Cable
  - Syfy
  - Chiller
  - G4
  - Cloo
  - E!
  - USA Network
  - Universal HD
  - Universal Cable Productions
  - Bravo : chaîne de télévision culturelle de divertissement par câble
  - Esquire Network (JV)
  - Oxygen Media
  - Sprout
  - The Weather Channel (JV)

- NBCUniversal Hispanic
  - Telemundo : réseau de télévision américain en langue espagnole diffusé en hertzien par 47 stations (dont 15 appartiennent à NBC) et sur le câble
  - Universo
  - Telemundo Deportes

### Cinéma
Regroupé sous le nom NBCUniversal Filmed Entertainment
- Universal Pictures
  - Universal Studios
  - Focus Features
    - Focus World
    - Gramercy Pictures

  - Working Title Films
  - United International Pictures
  - Universal Pictures Home Entertainment
  - Universal Animation Studios
  - DreamWorks Animation
    - DreamWorks Classics
    - DreamWorks New Media
      - AwesomenessTV (coentreprise)
        - Awesomeness Films
        - Big Frame

    - Pearl Studio (coentreprise)

  - Illumination
    - Illumination Studios Paris

  - NBCUniversal Entertainment Japan (also own Big Idea Entertainment, which sold to 50%)

### Sport et information
- NBC News : producteur de journaux télévisés et d'émission d'information pour le NBC Television Network, fournisseur de contenus pour Internet
- CNBC : chaîne par câble d'information financière
- MSNBC : chaîne par câble d'information (coentreprise entre Microsoft et NBC)
- NBC Sports : production de retransmissions sportives pour NBC Television Network, ainsi que pour les chaînes spécialisées et les chaînes hors-États-Unis d'Amérique.
  - Comcast SportsNet
  - Golf Channel
- NBC Olympics
  - NBC Sports Digital Network

### Loisirs
- Universal Destinations & Experiences

### Internet
- Participation de 32 % dans Hulu
- Fandango
- Peacock

## Données économiques
| Studio                  | Bénéfices 2014 | Chiffre d'affaires 2014 |
| ----------------------- | -------------- | ----------------------- |
| Fox Entertainment Group | 1 500          | 10 300                  |
| NBCUniversal            | 711            | 5 000                   |
| Paramount Pictures      | 219            | 3 700                   |
| Sony Pictures           | 540            | 6 900                   |
| Walt Disney Studios     | 1 700          | 7 200                   |
| Warner Bros.            | 1 200          | 12 500                  |